# Rita Wainer
Rita Wainer (São Paulo, 1977) é uma artista plástica e artista de rua brasileira que reside e trabalha no Rio de Janeiro desde 2013.  Segundo críticos, sua arte é considerada tocante em sentimentos profundos e precisa com relação a questões femininas universais..

## Biografia
Criadora de um universo imagético bastante particular, Rita é uma artista que combina movimentos aparentemente paradoxais: concilia uma resistência radical contra o sistema das artes e uma posição de grande destaque na cena contemporânea brasileira. Ganhou destaque por se expressar com intensidade equivalente no espaço diminuto das telas do celular e nos murais gigantes pintados nas empenas dos prédios das nossas grandes metrópoles, tendo como marca o retrato de temas íntimos, românticos, e com questões de forte impacto político.
Autora de um fértil conjunto de ícones, poemas e símbolos, que a transformou em importante referência visual da sua geração, Rita busca desafiar o caminho usual trilhado pelos artistas contemporâneos. Rita optou desde o início pela liberdade de gerir sua própria carreira . É considerada uma das precursoras do uso das redes sociais entre artistas, estabelecendo, portanto, relação direta com seu público, quebrando a costumeira intermediação realizada pelas galerias.
Rita reúne hoje mais de 80 mil seguidores no Instagram e recebe centenas de ligações diárias nos dias em que oferece à venda sua produção mais recente. Rita considera tais ferramentas como chave para seu propósito como Artista, permitindo que este defina claramente seu rumo, sem concessões.

Sua obra é considerada pela crítica como inconformada, confessional e íntima. Fala de saudade, solidão e potência de superação, numa atmosfera muitas vezes impregnada de melancolia. “Começa em mim. Eu só sei falar do que eu vivo, do que eu sou. Eu sou mulher e meu assunto é esse”. A epiderme parece ser seu lugar natural, seja a pele – não à toa são muitas as pessoas que resolveram tatuar figuras de sua autoria – sejam as superfícies anódinas das grandes cidades, transformadas por intervenções que pretendem mobilizar a ação e a emoção de quem passa por ali.
"A artista apresenta traços fortes, sensíveis, feitos à base de nanquim, aquarela e tinta acrílica e que contrastam com a dureza do tempo. Em seu universo onírico, meninas, ursos, coelhos, estrelas e corações convivem em harmonia com os rococós e flores; uma tradução do universo romântico-caótico, com referências infantis e ironia adulta. Em um de seus últimos projetos, desenhou à mão em pratos antigos." 
Trecho da descrição do trabalho de Rita no site do Museu de Arte Urbana do Rio de Janeiro.
Recentemente, Rita passou a realizar pinturas de murais  . O primeiro painel de sua autoria data de 2016.   Daí em diante realizou diversas pinturas do gênero, em grandes escalas e em lugares díspares dentro e fora do Brasil  .
A artista será, em 2023, objeto de documentário dirigido pelo diretor brasileiro José Eduardo Belmonte.  Rita também se aventurou no cinema de ficção, assumindo o papel de Domitila, a Marquesa de Santos, em “A Viagem de Pedro”, longa de Laís Bodanzky, com Cauã Reymond no papel do primeiro imperador brasileiro, que deve estrear no Brasil no segundo semestre de 2022. 